# 唐长沙窑青釉褐彩贴花人物纹壶
唐长沙窑青釉褐彩贴花人物纹壶，又名长沙窑褐斑贴花舞蹈人物瓷壶，1973年出土于中国湖南省衡阳市司前街水井，是中华人民共和国禁止出境展览文物，现藏于湖南博物院。

## 形制
壶通高16.4cm，口径5.8cm，底径9.9cm，为唐代长沙窑产水器，两侧有双系，后有弓形鋬，前有八方（棱）短流，圆鼓腹，流下及两系采用模印贴花工艺饰有舞动女子、尖顶方形宝塔、立狮。
壶上人物舞蹈不同于中国传统的“长袖折腰”舞，舞蹈人物丰腴长颈，袒胸披纱，下着紧身短裤，右手举起伸二指，左手持法器，在蒲团上跳胡腾舞。胡腾舞起源于中亚石国粟特人（今乌兹别克斯坦境内），隋唐时传入汉地，并广为传播，其舞姿粗犷雄健、迅急奔放，多小圆毯上，主要动作包括：勾手搅袖、摆首扭胯、旋转踏跳、提膝腾跃。白居易《胡旋女》描述道：“左转右转不知疲，千匝万周无已时”，岑参《田使君美人舞如莲花北鋋歌》：“回裾转袖若飞雪，左鋋右鋋生旋风”，李端《胡腾儿》：“胡腾身是凉州儿，肌肤如玉鼻如锥”。此壶是中亚文化融入内地的实例。